# Tectaria subconfluens
Tectaria subconfluens är en ormbunkeart som först beskrevs av Richard Henry Beddome, och fick sitt nu gällande namn av Ren-Chang Ching. Tectaria subconfluens ingår i släktet Tectaria och familjen Tectariaceae. Inga underarter finns listade.